# GreenCube
GreenCube, auch Italy OSCAR 117, kurz IO-117, ist ein italienischer Technologieerprobungs- und Amateurfunksatellit im 3U-CubeSat-Format. Das Projekt wird von der italienischen Raumfahrtbehörde (ASI) koordiniert und nutzte eine Startmöglichkeit, die von der ESA angeboten wurde.

## Nutzlasten
Hauptnutzlast des Satelliten ist ein autonomes biologisches Labor der Sapienza-Universität in Rom, das den Pflanzenanbau an Bord eines CubeSats demonstrieren soll. Dieses wissenschaftliche Projekt wird im Rahmen einer ESA-Mission vom S5Lab-Forschungsteam der Universität geleitet. Beteiligt sind auch die italienische Nationale Agentur für neue Technologien, Energie und nachhaltige wirtschaftliche Entwicklung (ENEA) und die Universität Neapel Federico II. Das Labor besteht aus einem ca. 20 × 10 × 10 cm großen Druckbehälter, in dem Aktoren und Sensoren untergebracht sind, die für die Umweltüberwachung und -steuerung sowie für die Kultivierung von Mikrogrün benötigt werden. Der Behälter trägt Saatgut von Pflanzen der Familie Brassicacae.
Eine zweite Nutzlast wurde vom Institut für Raumfahrtsysteme der Universität Stuttgart entwickelt. Hierbei handelt es sich um ein Gepulstes Plasmatriebwerk, das als zusätzliches Lageregelungssystem getestet wird. Weiterhin trägt GreenCube einen Digipeater für den Amateurfunk.

## Missionsverlauf
Der Satellit wurde am 13. Juli 2022 an Bord des Vega-C-Erstflugs vom Raumfahrtzentrum Guayana bei Kourou gestartet. Er wurde in einer mittleren Erdumlaufbahn (MEO) in etwa 5800 km Höhe ausgesetzt.
Der Digipeater wurde am 29. Oktober für den Amateurfunk in Betrieb genommen. Bis zum 18. November konnten 135 Stationen über diesen Satelliten arbeiten. Am 28. November 2022 wurde durch den OSCAR-Nummernkoordinator der AMSAT-NA die Bezeichnung Italy-OSCAR-117 bzw. IO-117 verliehen.
Der Satellit ist im August 2024 ausgefallen. Als Ursache hierfür wird der Einfluss von kosmischer Strahlung im MEO vermutet.

## Amateurfunkfrequenz
Die Frequenz wurde von der IARU koordiniert.
- Downlink: 435,310 MHz (GMSK)